# Jean-Pierre Dedieu
Jean-Pierre Dedieu, né le 8 août 1948 à Prat-Bonrepaux (Ariège, France), est un historien français spécialiste de l'histoire de l'Espagne. 

## Biographie
Spécialiste reconnu de l'Inquisition espagnole depuis sa participation à l'ouvrage dirigé par Bartolomé Bennassar, où il a rédigé quatre chapitres, il a consacré sa thèse à l'Inquisition de Tolède. Il s'est consacré depuis à l'étude du système politique de la monarchie espagnole au XVIIIe siècle et à l'introduction des techniques informatiques dans la recherche historique (système "Fichoz").
Il a été membre de la section scientifique de l’École des Hautes Études Hispaniques (Casa de Velazquez, à Madrid) de 1976 à 1979 (dont il a été ensuite membre du Conseil Scientifique), puis directeur de la Maison des Pays Ibériques (CNRS/Universités de Bordeaux II et Bordeaux III) de 1995 à 2005. Il a fondé et dirigé, entre 2005 et 2008, le Pôle Histoire numérique du Laboratoire de recherche historique Rhône-Alpes (LARHRA), dans l'équipe « Pouvoirs, Villes et Sociétés ». Il est  directeur de recherches émérite au CNRS en histoire moderne, d’abord à l’UMR Framespa (Toulouse) et secondairement à l’IAO, puis à l’Institut d'Asie Orientale seulement (depuis 2018).

## Prise de position
Dans un article publié par la revue catholique Aleteia, il relativise la cruauté attribuée à l'Inquisition en affirmant que celle-ci « veillait à la santé spirituelle des Chrétiens », qu'elle « cherchait à sauver les âmes » grâce à « un usage encadré de la force ». Il passe sous silence l'appui de Torquemada au décret de l'Alhambra expulsant les Juifs d'Espagne. Il souligne le « progrès » des procédures inquisitoriales par rapport à la justice civile de l'époque médiévale : un procès personnel, codifié, étalé dans le temps.

## Publications

### Ouvrages
- L'Inquisition, Cerf, Paris, 1987, 128 p.
- L'administration de la foi. L'Inquisition de Tolède et les vieux-chrétiens (XVIe – XVIIe siècle), Casa de Velázquez, Madrid, 1989, 406 p.
- L'Espagne de 1492 à 1808, Belin, Paris, 1994, 286 p. (2e édition révisée 2005).
- Les mots de l'Inquisition, PUM, Toulouse, 2002, 123 p.
- Dedieu Jean-Pierre, Après le roi : essai sur l’effondrement de la monarchie espagnole, Madrid, Casa de Velázquez, coll. « Essais de la Casa de Velázquez », 2010.

### Articles importants
- "Les causes de la foi de l'Inquisition de Tolède (1483-1820): Essai statistique" in: Mélanges de la Casa de Velázquez, ISSN 0076-230X, Nº 14, 1978, p. 143-172
- (avec J. Contreras) "Geografía de la Inquisición Española: la formación de los distritos (1470-1820)", Hispania: Revista española de historia, Vol. 40, Nº 144, 1980, p. 37-94
- "Les quatre temps de l'Inquisition", "Le modèle religieux: les disciplines du langage et de l'action", "Le modèle religieux: le refus de la Réforme", "Le modèle sexuel: la défense du mariage chrétien", in: B. Bennassar, dir.,  L'Inquisition espagnole, XVe – XIXe siècle, Paris, Hachette, 1979, p. 15-42, 241-339.
- (avec R. Millar Carvacho), "Entre histoire et mémoire. L’Inquisition à l’époque moderne: dix ans d’historiographie" in: Annales. Histoire, Sciences sociales, 57, 2002, p. 349-372
- L'inquisition et le peuple en Espagne in A. Borromeo (éd.), L'inquisizione. Atti del Simposio Internazionale, Città del Vaticano, 29-31 ottobre 1998, Biblioteca Apostolica Vaticana, Città del Vaticano, 2003, p. 193-216
- Entrées "Abilitazioni; Archivi (Spagna); Conversos (Spagna), Daimiel (moriscos di); Fiandre; Galizia; Inquisitori di distretto; Madrid; Murcia; Osma; Stranieri (Spagna); Toledo" in V. Lavenia, A. Prosperi, J. Tedeschi (a cura di), Dizionario storico dell'Inquisizione, Edizioni della Scuola Normale Superiore, Pisa 2010
- "The Spanish inquisition. Current research in perspective" in A dieci anni dall’apertura dell’Archivio della Congregazione per la Dottrina della Fede: storia e archivi dell’Inquisizione, Roma, 21-23 febbraio 2008 (Atti dei Convegni Lincei, 260), Scienze e Lettere Editore Commerciale, Rome 2011, p. 51-69
- (avec S. Marzagalli, P. Pourchasse, W. Scheltens) "Navigocorpus: A Database for Shipping Information - A Methodological and Technical Introduction", International Journal of Maritime History XXIII, 2, 2011, p. 241-262
- (avec C. Courrier) "Ecrire à Pompéi: propositions pour une modernisation du CIL IV", Sylloge Epigraphica Barcinonensis (SEBarc), X, 2012, p. 371-388